# Agrocharis
Agrocharis là chi thực vật có hoa trong họ Apiaceae.